# Jan Rutkowski
Jan Rutkowski (n. 8 aprilie 1886, Varșovia - d. 21 mai 1949, Poznań) a fost un om de știință, profesor polonez de istorie. Și-a făcut studiile la Liov unde a obținut titlul de doctor.

## Opere importante
- Klucz Brzozowski biskupstwa przemyskiego w wieku XVIII 1910 [3].
- Statystyka zawodowa ludności wiejskiej w Polsce w drugiej połowie XVI wieku, Kraków 1918 [3].
- Poddaństwo włościan w XVIII wieku w Polsce i niektórych innych krajach Europy, 1921 [3].
- Historia gospodarcza Polski, t. I-II, 1923 [3].
- Podział dochodów w żupach ruskich za Zygmunta Augusta, 1927 [3].
- Badania nad podziałem dochodów w Polsce w czasach nowożytnych, 1938 [3].
- Historia gospodarcza Polski. Czasy przedrozbiorowej, t. I, Poznań 1946 [3].
- Historia gospodarcza Polski. Czasy porozbiorowej, t. II, Poznań 1950 [3].

## Publicații
- Studia nad położeniem włościan w Polsce w XVIII wieku, Ekonomista 1914;
- "Włoska literatura historyczno-gospodarcza w ostatnich dwudziestu latach (1890-1910)";
- Skarbowość polska na przełomie wieków średnich;
- Skarbowość polska za Aleksandra Jagiellończyka;
- "Studia nad organizacją własności włościańskich i małomiejskich w latach 1910-1912 z uwzględnieniem lat dawniejszych";
- Zarys gospodarczy dziejów Polski w czasach przedrozbiorowych;
- Zagadnienie reformy rolnej w Polsce XVIII wieku, Poznań, 1925;
- La régime agraire en Pologne au XVIII-e siècle, Paris, 1927

## Premii literare și distincții
- Nagroda miasta Poznania za wybitną twórczość (Premiul orașului Poznań pentru publicații remarcabile), (1948)